# Blaž Jakopič
Blaž Jakopič, slovenski alpski smučar, * 1. november 1945, Bled.
Jakopič je za Jugoslavijo nastopil na Zimskih olimpijskih igrah 1968 v Grenoblu, kjer je v smuku osvojil 51., v veleslalomu 43. in v slalomu 28. mesto.